# Cimetière militaire britannique d'Heudicourt
Le Cimetière militaire britannique d'Heudicourt (Heudicourt Communal Cemetery Extension) est un cimetière militaire de la Première Guerre mondiale situé sur le territoire de la commune d'Heudicourt, dans le département du Somme.

## Historique
Le village d'Heudicourt a été occupé par les troupes allemandes dès le 28 septembre 1914 et est resté loin des combats qui se déroulaient au-delà de Péronne, à une quarantaine de kilomètres à l'ouest. Le secteur a été repris par les britanniques en mars 1917, puis perdu en mars 1918 lors des combats de la ligne Hindenburg pour être enfin définitivement reconquis en octobre 1918. Ce cimetière a été commencé en mars 1917 et a servi à inhumer les soldats victimes des combats jusqu'en mars 1918.

## Caractéristique
Ce cimetière est situé à l'arrière du cimetière communal comporte les tombes de 85 victimes de la guerre 1914-18 commémorées sur ce site. L'extension couvre une superficie de 863 mètres carrés et est entourée d'un mur de briques rouges .

## Galerie

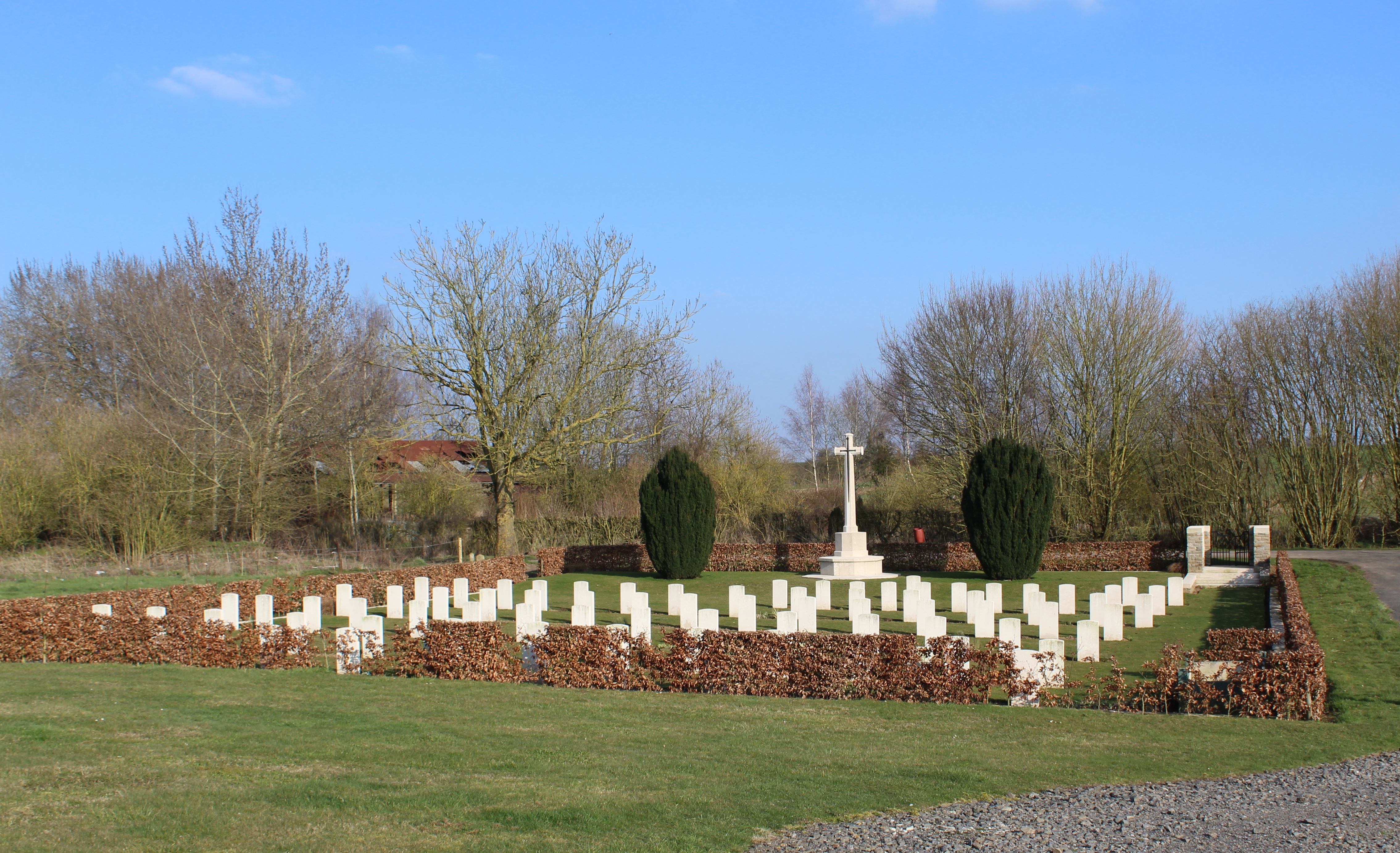
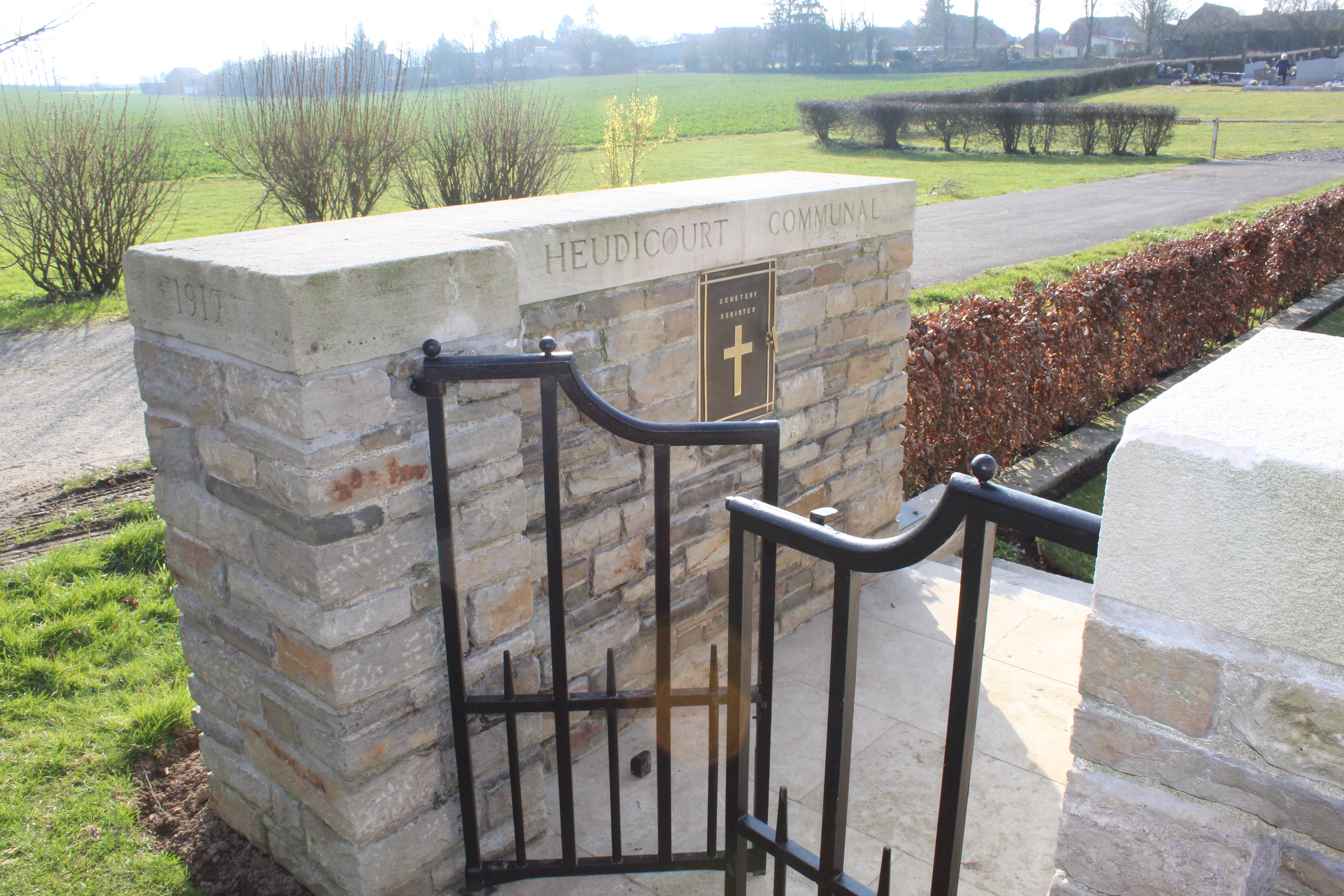
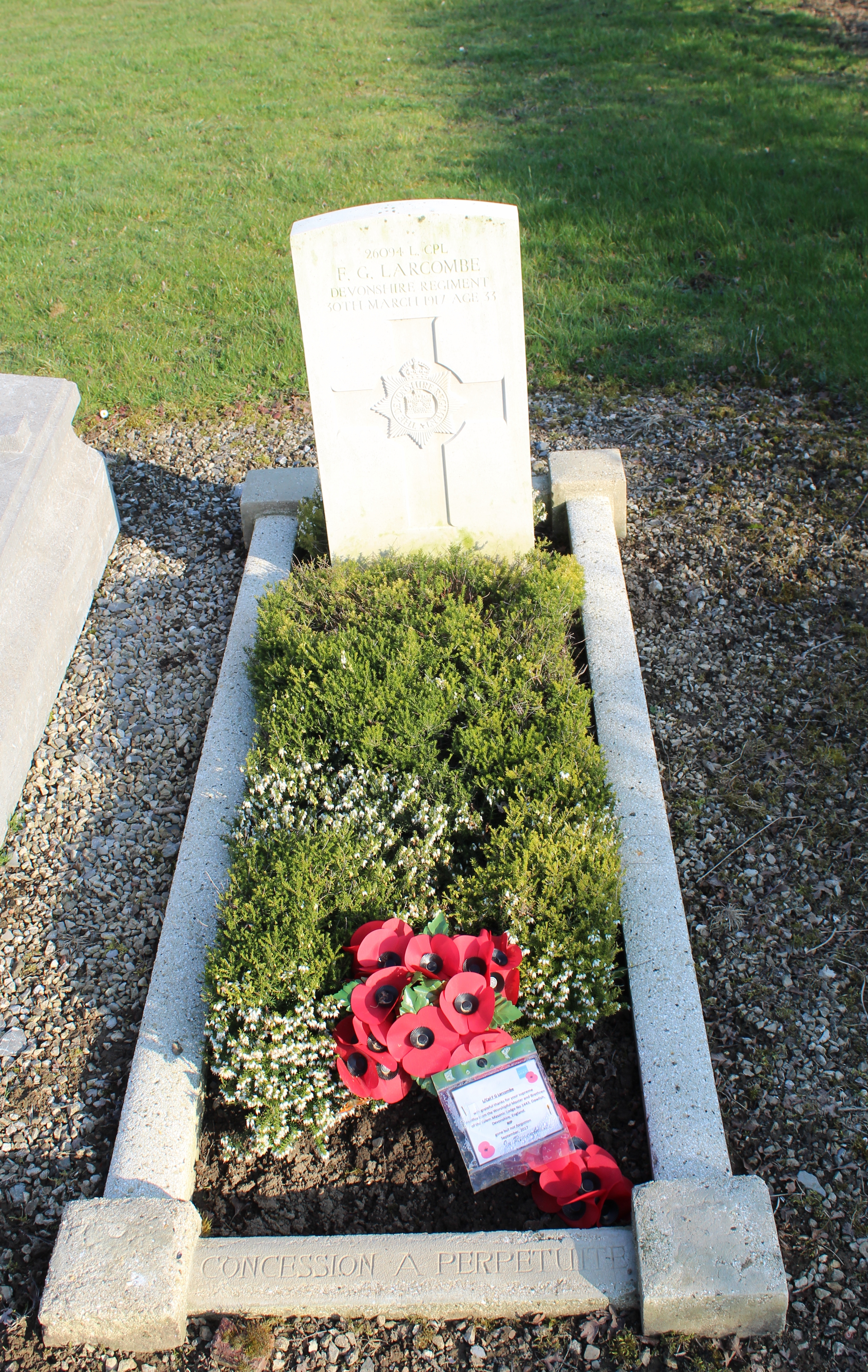

## Sépultures
| Pays        | Sépultures |
| ----------- | ---------- |
| Royaume-Uni | 81         |
| Canada      | 2          |
| Inde        | 2          |
| Total       | 85         |